# Romanowo (powiat Aleksandrów)
Romanowo is een dorp in het Poolse woiwodschap Koejavië-Pommeren, in het district Aleksandrów Kujawski. De plaats maakt deel uit van de gemeente Koneck in het noorden van Polen. 